# Coppa Libertadores (beach soccer)
La Copa Libertadores di beach soccer è una competizione sportiva sudamericana riservata alle squadre di calcio da spiaggia.
Dal 2017, il torneo è disputato tra i campioni nazionali delle dieci nazioni sudamericane che sono membri del CONMEBOL. Partecipano anche il campione della precedente edizione e un altro club del paese ospitante, portando il numero totale di partecipanti a dodici. È, quindi, la principale competizione di beach soccer per club in Sud America, ed i vincitori diventano campioni continentali.
Il club brasiliano del Vasco da Gama è l'attuale campione dopo aver vinto l'edizione 2017, conquistando così il suo secondo titolo nella competizione.

## Albo d’oro
| Anno          | Sede                    | Finale        | Finale              | Finale          | Fibale 3º-4º posto   | Fibale 3º-4º posto | Fibale 3º-4º posto |
| Anno          | Sede                    | Campione      | Risultato           | Secondo         | Terzo                | Risultato          | Quarto             |
| ------------- | ----------------------- | ------------- | ------------------- | --------------- | -------------------- | ------------------ | ------------------ |
| 2016 Dettagli | Santos, Brasile         | Vasco da Gama | 8 – 1               | Rosario Central | Deportes Iquique     | 4 – 1              | Punta Hermosa      |
| 2017 Dettagli | Lambaré, Paraguay       | Vasco da Gama | 8 – 5               | Malvín          | Universidad Autónoma | 9 – 7              | Garden Club        |
| 2018 Dettagli | Rio de Janeiro, Brasile | Vitória       | 8 – 8 dts 3 – 2 dcr | Vasco da Gama   | Sampaio Corrêa       | 5 – 4              | Acassuso           |
| 2019 Dettagli | Luque, Paraguay         | Vasco da Gama | 7 – 5               | Cerro Porteño   | Acassuso             | 7 – 6              | Mónagas Dífalo     |

## Vittorie per squadra
Aggiornato al 2022
| Equipo               | Campione             | Secondo  | Terzo         |
| -------------------- | -------------------- | -------- | ------------- |
| Vasco da Gama        | 3 (2016, 2017, 2019) | 1 (2018) | –             |
| Vitória              | 1 (2018)             | –        | –             |
| Presidente Hayes     | 1 (2022)             | –        | –             |
| Rosario Central      | –                    | 1 (2016) | –             |
| Malvín               | –                    | 1 (2017) | –             |
| Cerro Porteño        | –                    | 1 (2019) | –             |
| Deportes Iquique     | –                    | –        | 1 (2016)      |
| Universidad Autónoma | –                    | –        | 1 (2017)      |
| Sampaio Corrêa       | –                    | 1 (2022) | 1 (2018)      |
| Acassuso             | –                    | –        | 2 (2019,2022) |

### Vittorie per federazione
| Paese     | Campione | Secondo | Terzo |
| --------- | -------- | ------- | ----- |
| Brasile   | 4        | 2       | 1     |
| Paraguay  | 1        | 1       | 1     |
| Argentina | 0        | 1       | 2     |
| Uruguay   | 0        | 1       | 0     |
| Cile      | 0        | 0       | 1     |